# Đường Mikołajska, Kraków
Đường Mikołajska (tiếng Ba Lan: Ulica Mikołajowska, lit. Nicholas Street) - một con đường lịch sử ở Kraków, Ba Lan. Đường chạy từ Mały Rynek (lit. Quảng trường nhỏ) về phía ngã ba với đường Westerplatte, nơi tiếp tục là đường Kopernika. Công viên Planty nằm ngay cạnh ngã ba.
Con đường đã được phác thảo trong khi khu định cư của Kraków được cấp quyền thành phố vào năm 1257. Nằm ở phía đông của trung tâm Kraków, đường này có vai trò như một tuyến đường trực tiếp đến Ruthenia. Tên gọi của con đường xuất phát từ Nhà thờ Thánh Nicholas, nằm trên tuyến đường này. Tại địa phương, con đường này được đặt tên là Đường Rzeźnicza (Ulica Rzeźnicza) do có nhiều quầy hàng bán thịt.

## Tính năng, đặc điểm
| Đường số | Mô tả ngắn | Hình ảnh |
| -------- | --- | -------- |
| 13-15    | Nhà in Liên bang (Drukarnia Związkowa) - được xây dựng từ năm 1906 đến 1907 theo thiết kế của kiến trúc sư Rajmund Meus. Hiện nay, kể từ khi cải tạo năm 2012, tòa nhà có thêm khu văn phòng và căn hộ. |          |
| 21       | Nhà thờ Đức Mẹ Snows - một nhà thờ kiểu Baroque được xây dựng năm 1632. Việc xây dựng nhà thờ được tài trợ bởi Anna Branicka. Tòa nhà liền kề với Cổng Rzeźnicza được xây dựng vào năm 1288.            |          |